# Sri-lankische Frauen-Cricket-Nationalmannschaft in Südafrika in der Saison 2018/19
Die Tour der sri-lankischen Frauen-Cricket-Nationalmannschaft nach Südafrika in der Saison 2018/19 fand vom 1. bis zum 17. Februar 2019 statt. Die internationale Cricket-Tour war Bestandteil der Internationalen Cricket-Saison 2018/19 und umfasste drei WODIs und drei WTwenty20s. Südafrika gewann die WODI-Serie 3–0 und die WTwenty20-Serie 3–0.

## Vorgeschichte
Südafrika bestritt zuvor eine Tour in den West Indies, Sri Lanka gegen Indien. Das letzte Aufeinandertreffen der beiden Mannschaften bei einer Tour fand in der Saison 2014/15 in Sri Lanka statt.

## Stadien
Die folgenden Stadien wurde für die Tour ausgewählt.
| Stadion                 | Stadt         | Kapazität | Spiele       |
| ----------------------- | ------------- | --------- | ------------ |
| Centurion Park          | Centurion     | 22.000    | 3. WT20      |
| Wanderers Stadium       | Johannesburg  | 34.000    | 2. WT20      |
| Newlands Cricket Ground | Kapstadt      | 25.000    | 1. WT20      |
| Senwes Park             | Potchefstroom | 18.000    | 1. – 3. WODI |

## Kaderlisten
Südafrika benannte seine Kader am 21. Januar 2019.
Sri Lanka benannte seinen Kader am 22. Januar 2019.
| WODI | WODI | WTwenty20 | WTwenty20 |
| Südafrika | Sri Lanka | Südafrika | Sri Lanka |
| --- | --- | --- | --- |
| - Dané van Niekerk (K) - Chloe Tryon (VK) - Lara Goodall - Shabnim Ismail - Marizanne Kapp - Masabata Klaas - Nadine de Klerk - Lizelle Lee - Suné Luus - Zintle Mali - Mignon du Preez - Tumi Sekhukhune - Saarah Smith - Andrie Steyn - Faye Tunnicliffe (wk) - Laura Wolvaardt | - Chamari Athapaththu (K) - Kavisha Dilhari - Achini Kulasuriya - Harshitha Madavi - Imalka Mendis - Hasini Perera - Udeshika Prabodhani - Oshadi Ranasinghe - Inoka Ranaweera - Anushka Sanjeewani - Tharika Sewwandi - Nilakshi de Silva - Shashikala Siriwardene - Umesha Thimashini - Prasadani Weerakkody | - Dané van Niekerk (K) - Chloe Tryon (VK) - Tazmin Brits - Lara Goodall - Shabnim Ismail - Marizanne Kapp - Masabata Klaas - Nadine de Klerk - Lizelle Lee - Suné Luus - Zintle Mali - Mignon du Preez - Tumi Sekhukhune - Saarah Smith - Andrie Steyn - Faye Tunnicliffe (wk) | - Chamari Athapaththu (K) - Kavisha Dilhari - Achini Kulasuriya - Harshitha Madavi - Imalka Mendis - Hasini Perera - Udeshika Prabodhani - Oshadi Ranasinghe - Inoka Ranaweera - Anushka Sanjeewani - Tharika Sewwandi - Nilakshi de Silva - Shashikala Siriwardene - Umesha Thimashini - Prasadani Weerakkody |

## Tour Match
| 9. Februar Scorecard | Potchefstroom | Sri Lanka 255-8 (50)           | – | Südafrika 93 (28.3) |
|                      |               | Sri Lanka gewinnt mit 162 Runs |   |                     |

## Women’s Twenty20 Internationals

### Erstes WTwenty20 in Kapstadt
| 1. Februar Scorecard | Kapstadt | Sri Lanka 90-8 (20)             | – | Südafrika 94-3 (14.2) |
|                      |          | Südafrika gewinnt mit 7 Wickets |   |                       |

Sri Lanka gewann den Münzwurf und entschied sich als Schlagmannschaft zu beginnen. Als Spielerin des Spiels wurde Dané van Niekerk ausgezeichnet.

### Zweites WTwenty20 in Johannesburg
| 3. Februar Scorecard | Johannesburg | Sri Lanka 105 (19.4)            | – | Südafrika 107-8 (19.5) |
|                      |              | Südafrika gewinnt mit 2 Wickets |   |                        |

Südafrika gewann den Münzwurf und entschied sich als Feldmannschaft zu beginnen. Als Spielerin des Spiels wurde Suné Luus ausgezeichnet.

### Drittes WTwenty20 in Centurion
| 6. Februar Scorecard | Centurion | Südafrika 163-5 (20)          | – | Sri Lanka 124-8 (20) |
|                      |           | Südafrika gewinnt mit 39 Runs |   |                      |

Sri Lanka gewann den Münzwurf und entschied sich als Feldmannschaft zu beginnen. Als Spielerin des Spiels wurde Suné Luus ausgezeichnet.

## Women’s One-Day Internationals

### Erstes WODI in  Potchefstroom
| 11. Februar Scorecard | Potchefstroom | Südafrika 225-7 (48/48)      | – | Sri Lanka 218-9 (48/48) |
|                       |               | Südafrika gewinnt mit 7 Runs |   |                         |

Sri Lanka gewann den Münzwurf und entschied sich als Feldmannschaft zu beginnen. Als Spielerin des Spiels wurde Dané van Niekerk ausgezeichnet.

### Zweites WODI in Potchefstroom
| 14. Februar Scorecard | Potchefstroom | Südafrika 268-7 (50)                       | – | Sri Lanka 231 (46.2/47) |
|                       |               | Südafrika gewinnt mit 30 Runs (D/L method) |   |                         |

Sri Lanka gewann den Münzwurf und entschied sich als Feldmannschaft zu beginnen. Als Spielerin des Spiels wurde Marizanne Kapp  ausgezeichnet.

### Drittes WODI in Potchefstroom
| 17. Februar Scorecard | Potchefstroom | Sri Lanka 139 (44.2)            | – | Südafrika 141-4 (38.2) |
|                       |               | Südafrika gewinnt mit 6 Wickets |   |                        |

Sri Lanka gewann den Münzwurf und entschied sich als Schlagmannschaft zu beginnen. Als Spielerin des Spiels wurde Mignon du Preez  ausgezeichnet.

## Auszeichnungen

### Player of the Series
Als Player of the Series wurden der folgende Spieler ausgezeichnet.
| Serie | Player of the Series |
| ----- | -------------------- |
| WODI  | Dané van Niekerk     |
| WT20  | –                    |

### Player of the Match
Als Player of the Match wurden die folgenden Spielerinnen ausgezeichnet.
| Spiel   | Player of the Match |
| ------- | ------------------- |
| 1. WODI | Dané van Niekerk    |
| 2. WODI | Marizanne Kapp      |
| 3. WODI | Mignon du Preez     |
| 1. WT20 | Dané van Niekerk    |
| 2. WT20 | Suné Luus           |
| 3. WT20 | Suné Luus           |